# Veliko Širje
Veliko Širje je naselje u slovenskoj Općini Laškom. Veliko Širje se nalazi u pokrajini Štajerskoj i statističkoj regiji Savinjskoj. 

## Stanovništvo
Prema popisu stanovništva iz 2002. godine naselje je imalo 259 stanovnika.